# Emily Procter
Emily Mallory Procter (Raleigh, 8 de outubro de 1968) é uma atriz americana.

## Biografia
Formada em jornalismo e dança na "East Carolina University" chegando a trabalhar como âncora do tempo na TV de Greenville, North Carolina.
Após a mudança para Los Angeles, o seu pai responsabilizou-se por pagar, durante dois anos, os seu estudos numa escola de representação. Antes de se mudar, ela já tinha feito uma série de pequenos papéis em filmes como "Jerry Maguire" em 1996, e "Breast Men" em 1997, onde ela representou junto de David Schwimmer e Chris Cooper. Durante a terceira temporada de Lois & Clark: The New Adventures of Superman, ela foi a primeira atriz loira a retratar Lana Lang. Procter também apareceu em 1997 o filme "The Dukes of Hazzard: Reunion!", como Mavis.
Teve papéis recorrentes na série The West Wing da NBC, como a conselheira associada da Casa Branca, Ainsley Hayes. Também fez uma breve participação na segunda temporada de Friends, onde interpretou uma colega de trabalho por quem Joey (Matt LeBlanc) tem um breve interesse amoroso.
Sua amiga que faz parte do elenco de CSI: Crime Scene Investigation, a atriz Jorja Fox, a influênciou a fazer o teste para CSI: Miami, série pela qual ficou conhecida como Calleigh Duqueane (CSI com especialização em balística), e vem sido emitida pela televisão americana desde 2002.
Emily é uma ávida jogadora de pôquer, aprendeu a jogar com o pai aos cinco anos, e já participou de mais de um torneio de pôquer para celebridades. Ela também canta em uma banda de Covers dos anos 80, chamada "White Lightning". É voluntária em um projeto chamado "Young Storytellers Program", onde ajuda desabrigados. Ela também se interessa muito em decorações e antiguidades, já foi jurada convidada no programa "Home & Garden Television" e decorou a casa de alguns amigos.
Em julho de 2010 revelou que estava esperando seu primeiro filho com o músico Paul Bryan.
Em dezembro de 2010, nasceu Pippa, sua primeira filha.
Atuou em CSI Miami até o cancelamento da série em 2012.

## Carreira
| Ano              | Filme/TV                       | Personagem        | Notas                                                         |
| ---------------- | ------------------------------ | ----------------- | ------------------------------------------------------------- |
| 1995             | Fast Company                   | Roz Epstein       | Filme                                                         |
| 1995             | Leaving Las Vegas              | Debbie            | Filme                                                         |
| 1995             | Friends                        | Annabel           | TV, um episódio                                               |
| 1996             | Lois & Clark                   | Lana Lang         | TV, um episódio                                               |
| 1996             | Crosscut                       | Contadora         | Filme                                                         |
| 1996             | Jerry Maguire                  | Ex-namorada       | Filme                                                         |
| 1997             | Just Shoot Me!                 | Âncora            | TV, um episódio                                               |
| 1997             | The Dukes of Hazzard: Reunion! | Mavis             | TV, um episódio                                               |
| 1997             | The Girl Gets Moe              | Tammy             | Filme                                                         |
| 1997             | Early Edition                  | Colleen Damski    | TV, um episódio                                               |
| 1997             | Breast Men                     | Laura Pierson     | Filme                                                         |
| 1999             | Kingdom Come                   | Não creditado     | Filme                                                         |
| 1999             | Guinevere                      | Susan Sloane      | Filme                                                         |
| 1999             | Body Shots                     | Whitney Bryant    | Filme                                                         |
| 1999             | Forever Fabulous               | Tiffany Dawl      | Filme                                                         |
| 1999             | The Big Tease                  | Valhenna jovem    | Filme                                                         |
| 2000-2002 e 2006 | The West Wing                  | Ainsley Hayes     | TV                                                            |
| 2001             | Submerged                      | Frances Naguin    | Filme                                                         |
| 2002             | CSI: Crime Scene Investigation | Calleigh Duquesne | TV, um episódio, piloto de CSI: Miami, "Cross Jurisdictions". |
| 2002 - 2012      | CSI Miami                      | Calleigh Duquesne | TV                                                            |
| 2006             | Big Momma's House 2            | Leah Fuller       | Filme                                                         |
| 2009             | Barry Munday                   | Debra             | Filme                                                         |